# Caballo árabe

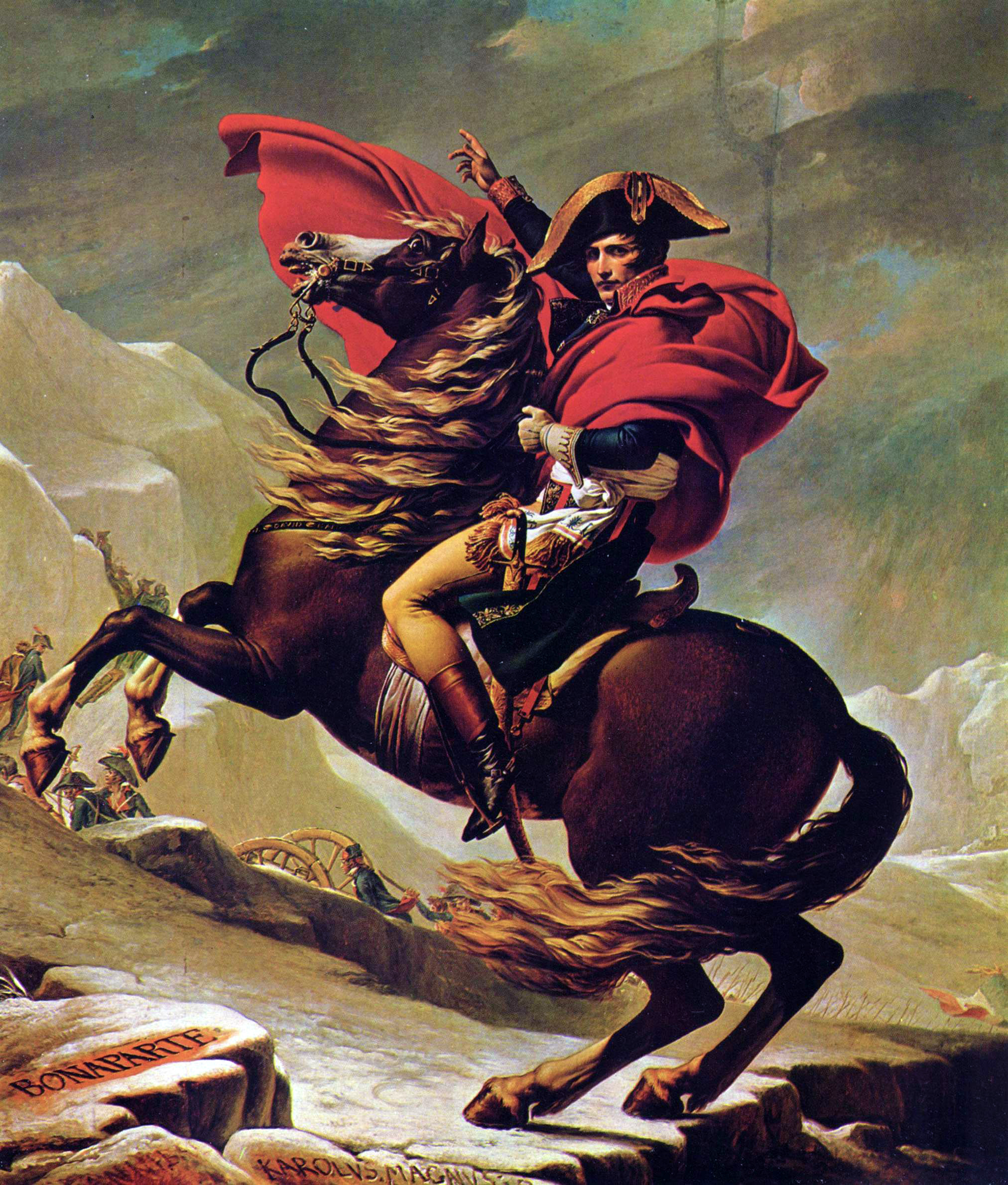
Napoleón montando un caballo árabe.

El caballo de raza árabe (حصان عربي) debe su reputación a su inteligencia, carácter fuerte y resistencia sobresaliente. Con una cabeza característica y la cola siempre en alto, el caballo árabe es una de las razas de caballos mejor reconocidas en el mundo.
Es una de las razas de caballo más antiguas, ya que hay evidencia arqueológica de hace 4500 años de caballos muy similares a los árabes modernos. En el transcurso de la historia, los caballos árabes del Medio Oriente se esparcieron por el mundo gracias al comercio y las guerras. También fueron muy usados para mejorar otras razas al añadir velocidad, refinamiento, resistencia y buena estructura ósea. Hoy día, las líneas árabes se pueden encontrar en casi cada raza moderna de caballos para montar.
Los caballos árabes se desarrollaron en un clima desértico y eran valorados por los nómadas beduinos, quienes frecuentemente los alojaban dentro de sus tiendas para cubrirlos y protegerlos. Esta relación cercana con los humanos creó una raza de caballo con buena disposición, rápido para aprender, y dispuesto a complacer. Pero el caballo árabe también desarrolló el carácter fuerte y el estado alerta necesario en un caballo usado para los asaltos de las guerras. Esta combinación de disposición y sensibilidad requiere que los dueños modernos de caballos árabes traten sus caballos con respeto y mucha habilidad.
"El polifacético árabe" es el lema de la raza. Los caballos árabes compiten hoy en muchos campos de actividad ecuestres, lo que los hace una de las diez razas de caballo más populares en el mundo y a su vez el equino con las mejores características físicas del mundo. Los caballos árabes hoy se pueden encontrar en todo el mundo, incluyendo Polonia, Estados Unidos, Canadá, el Reino Unido, Australia, México, República Dominicana, Europa continental, Sudamérica (especialmente Brasil y Chile), y en su tierra de origen, el Medio Oriente.

## Características de la raza

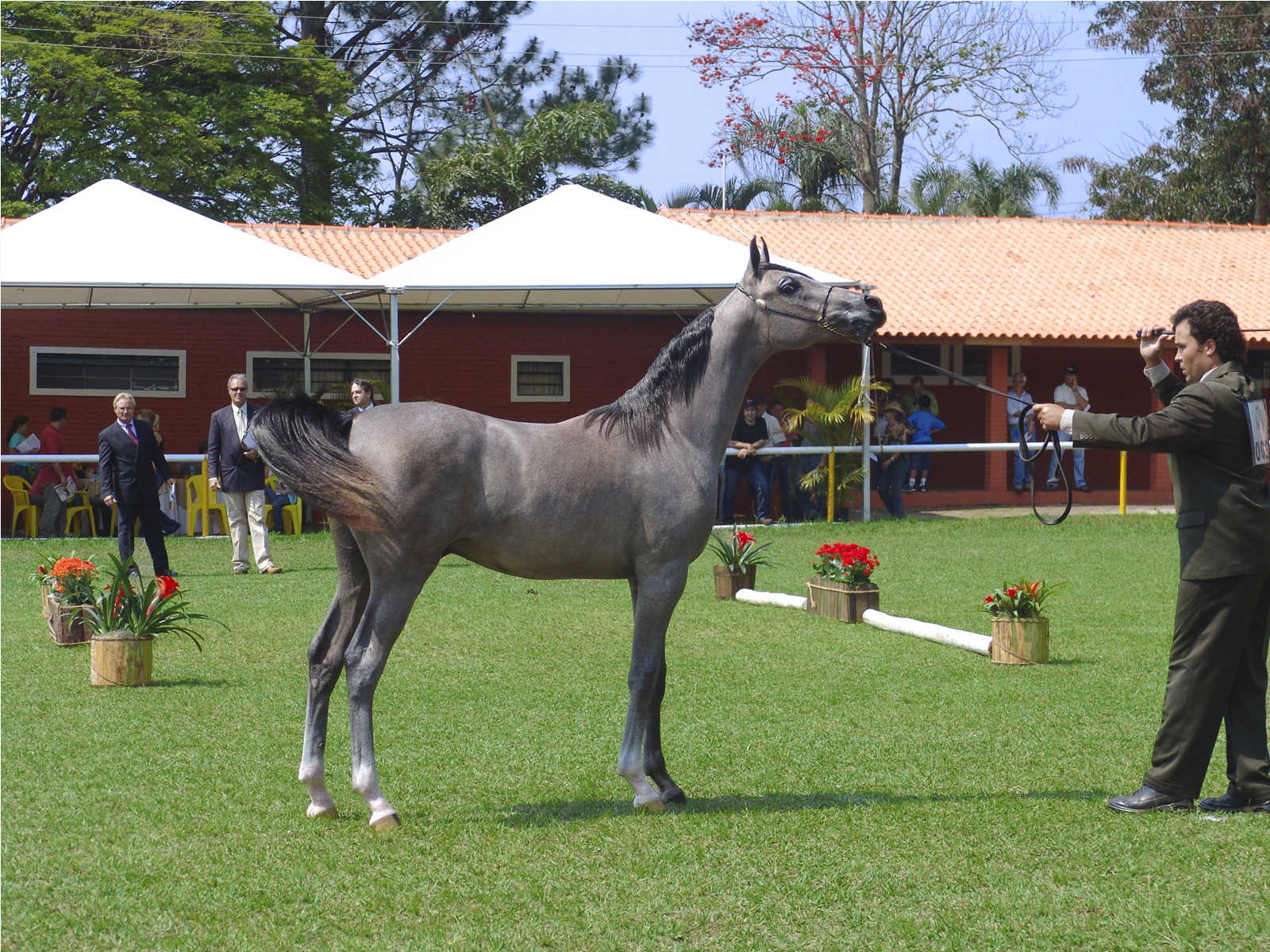
Un caballo árabe joven, demostrando perfil cóncavo, cuello arqueado, trasero nivelado y la cola en alto.

Los caballos árabes tienen una cabeza en forma de cuña y bien refinada, frente amplia, ojos grandes, fosas nasales grandes y hocicos pequeños. La mayoría despliega un perfil distintivamente cóncavo. Muchos caballos árabes también tienen un pequeño aumento en la frente entre los ojos, llamado "jibbah" por los beduinos, que añade más capacidad en los senos paranasales. Se cree que esto les sirvió en su natal clima seco del desierto. 
Hay muchas razas de caballos Árabes, y se supone que los antepasados originales de todos los purasangres árabes son los árabes del tipo Kuhaylan, y a partir de este tronco único, se van desarrollando todas las líneas.
Estos caballos son los que tienen menos huesos ya que tienen una costilla, un hueso lumbar y dos vértebras menos que los demás caballos.
La tradición árabe indica que el profeta Mahoma que tras acampar junto a un río, mandó encerrar una manada de caballos en una cueva, donde los tuvo siete días sin beber. Luego, ordenó soltar a los animales, que corrieron hacia el agua. El profeta los llamó, los corceles le ignoraron y se lanzaron a saciar su sed, sin embargo cinco yeguas volvieron y acudieron a la llamada de su amo.
El profeta, feliz, bendijo a las yeguas y las bautizó: Kuhayla (que significa fuerza), Saqlaui (belleza) y Muniqui (rapidez). Las otras, Hamdani y Habdan, eran hijas de las dos primeras y según la tradición, los purasangre árabes descienden solamente de estos animales. 
Actualmente se aceptan tres líneas principales y se distinguen cada una por una característica peculiar y típica. El tipo Kuhaylan es la fuerza, el Saqlaui es la belleza y el Muniqui es la velocidad. Luego hay líneas, sublíneas y familias hasta un total de unas doscientas cuarenta.
Otras características distintivas son su trasero relativamente largo y nivelado y su cola en alto. 
Los caballos árabes de buen linaje poseen caderas profundas y bien anguladas, y hombros con buena caída. 
La mayoría tienen cuerpos compactos con espaldas cortas. Algunos, y no todos, tienen 5 vértebras lumbares en vez de las usuales 6, y 17 pares de costillas en vez de 18. Así, un caballo árabe puede cargar un jinete pesado con facilidad, aunque sea pequeño.
Los caballos árabes normalmente poseen huesos fuertes y densos, patas fuertes y buenas paredes en los cascos. Se les prefiere especialmente por su aguante. Los caballos árabes tienen balance natural, agilidad y empuje, cualidades originalmente esenciales para un caballo de guerra en el desierto, y que hoy se ven en varias disciplinas competitivas.
Gracias a la ausencia de su última vértebra el caballo árabe puede levantar de esta manera su cola dándole un porte majestuoso y altanero. Los caballos árabes poseen un carácter activo y animoso; son caballos veloces, ágiles, y resistentes.

### Tamaño

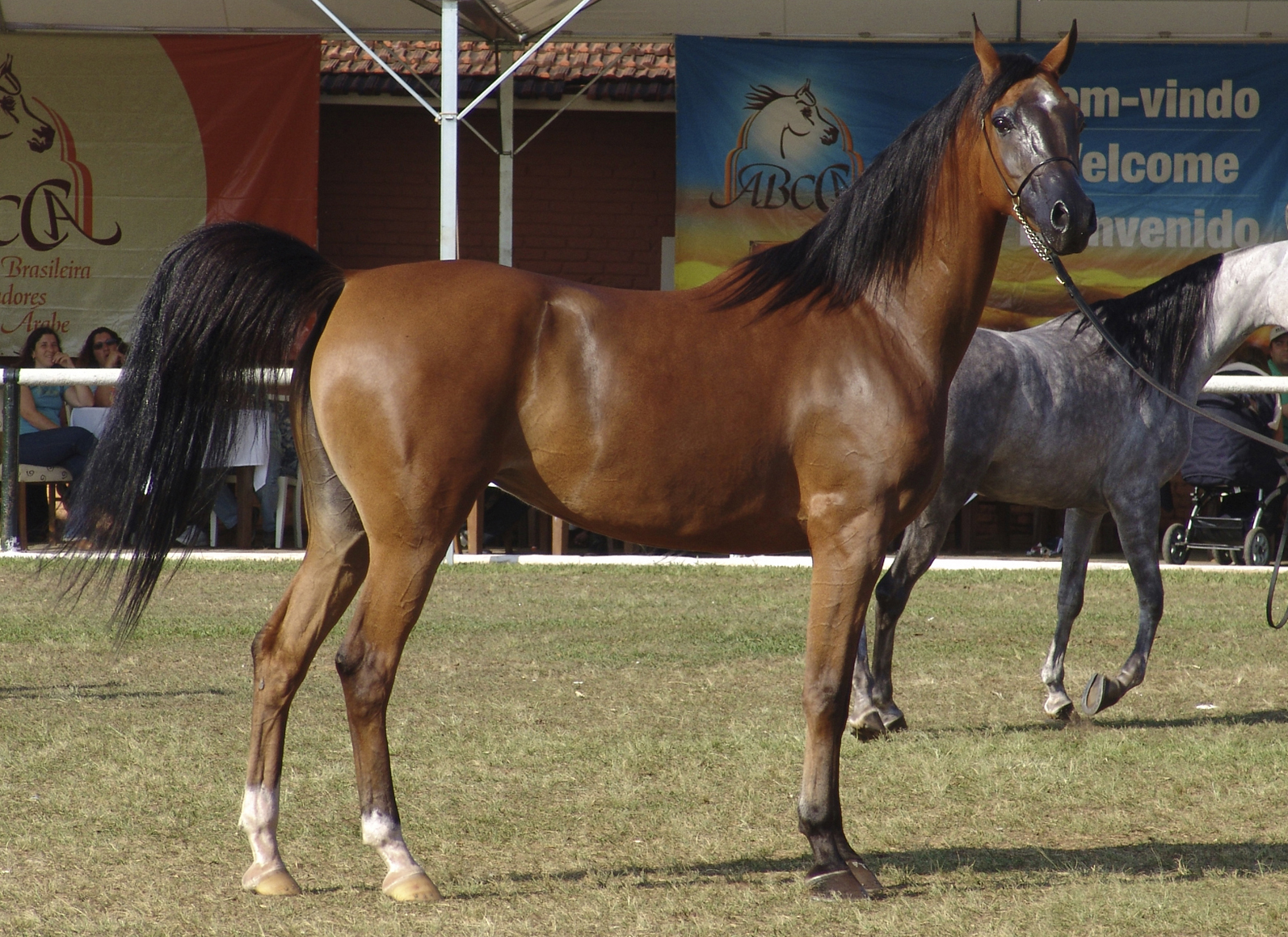

El estándar de raza para los caballos árabes, según la Federación Ecuestre Estadounidense (United States Equestrian Federation), describe al árabe de pie entre 143,3 cm y 153,4 cm de altura, con algún individuo ocasionalmente un poco más bajo o más alto. Por eso, todos los caballos árabes, sin importar su altura, son clasificados como "caballos", aunque 148 cm (sin herraduras) y 149 (con ellas) es la altura que divide los caballos de los ponis. Como muchos dueños de caballos en Europa y América prefieren animales más altos, el caballo árabe ha sido cruzado para añadir altura, y hoy muchos árabes miden entre 152,4 y 162,6 cm.

### Temperamento
Durante siglos, los caballos árabes vivieron en el desierto en asociación cercana con los humanos. Solo a los caballos con buena disposición natural se les permitía reproducirse. Los árabes son hoy una de las pocas razas en las que la United States Equestrian Federation permite que niños monten sementales en eventos competitivos limitados a jinetes menores de 18 años.
Por otro lado, el caballo árabe también se le clasifica como una raza de "sangre caliente", una categoría que incluye otros caballos refinados y de carácter fuerte que se cruzan para obtener velocidad, como el purasangre y el bereber. Como otros caballos de sangre caliente, la sensibilidad e inteligencia de los caballos árabes permiten un aprendizaje rápido y mejor comunicación con sus jinetes. Sin embargo, su inteligencia también les permite aprender malos hábitos con la misma rapidez con la que aprenderían buenos hábitos. Rápidamente pueden perder la confianza en un jinete inexperto y no toleran prácticas de entrenamiento ineptas y abusivas.
Actualmente se están criando árabes exclusivamente para competencias de "belleza", sin tomar en cuenta el temperamento y la salud de los animales, estos especímenes presentan problemas graves de salud (por ejemplo, sus narices están demasiado achatadas  como para poder respirar debidamente, entre otras muchas características) debido a la selección en busca de perfección para poder dar satisfacer al ojo humano, el temperamento se ve también afectado, estos animales se presentan extremadamente ansiosos, inquietos, testarudos, poco cooperativos e incluso más agresivos que sus contrapartes verdaderamente árabes, que mantienen las características de la raza al igual que hace muchos años atrás.

### Análisis del esqueleto

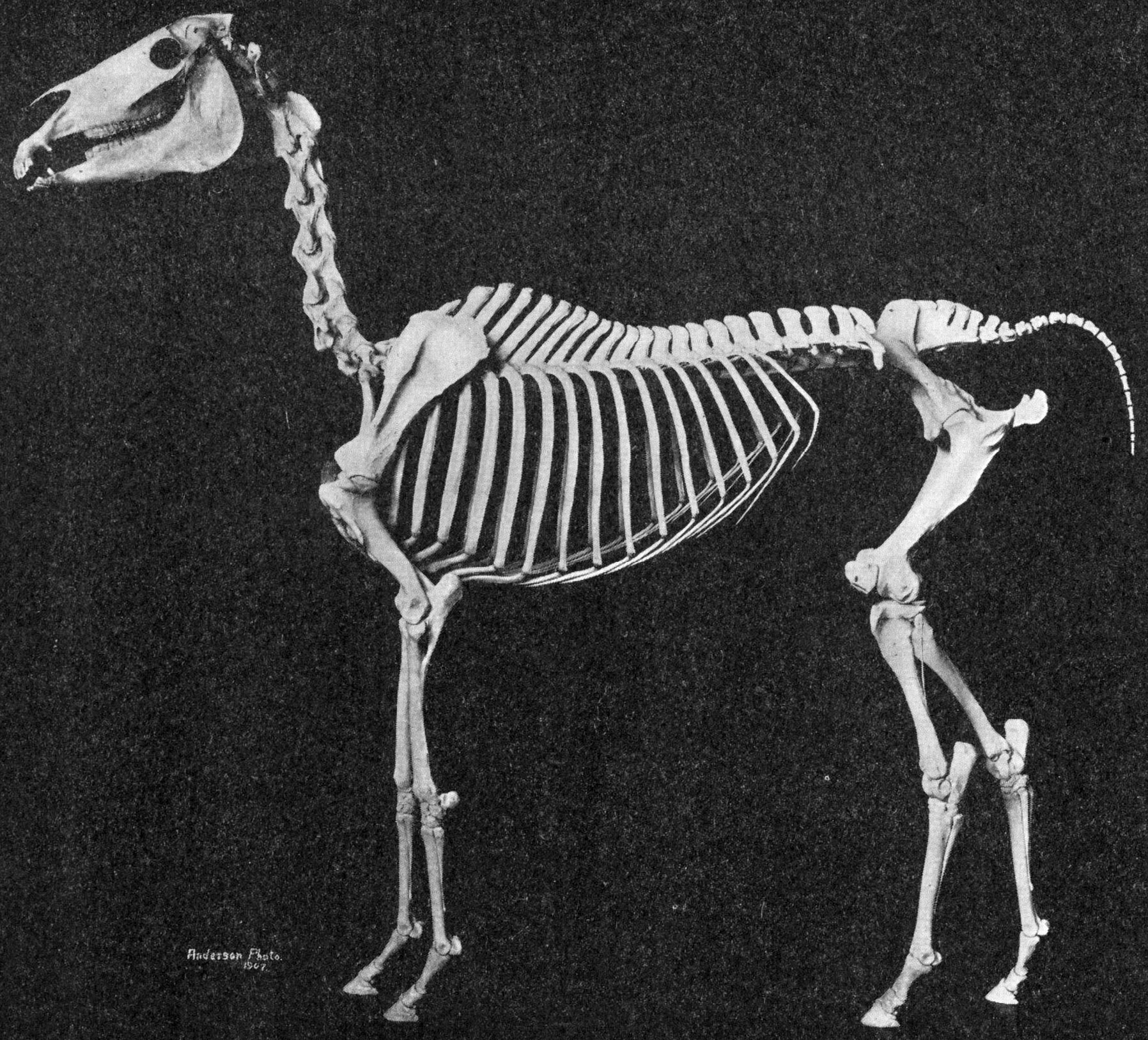
Esqueleto montado de un caballo árabe, que muestra la estructura subyacente de las características de la raza, como el lomo corto, la cola alta, la distinción entre la grupa nivelada y la cadera bien angulada. Este ejemplar sólo tiene 5 vértebras lumbares.

Algunos árabes, aunque no todos, tienen cinco vértebras lumbares en lugar de las 6 habituales, y 17 pares de costillas en lugar de 18. Un árabe de calidad tiene tanto una grupa relativamente horizontal como una pelvis correctamente angulada, así como una buena longitud de grupa y profundidad hasta la cadera (determinada por la longitud de la pelvis), que permiten agilidad e impulso. Un concepto erróneo confunde la línea superior de la grupa con el ángulo de la "cadera" (la pelvis o ilium), lo que lleva a algunos a afirmar que los árabes tienen un ángulo de pelvis plano y no pueden utilizar sus cuartos traseros correctamente. Sin embargo, la grupa está formada por las vértebras sacro. El ángulo de la cadera está determinado por la unión del ilion a la columna vertebral, la estructura y longitud del fémur y otros aspectos de la anatomía de los cuartos traseros, que no está correlacionada con la línea superior del sacro. Así, el árabe tiene morfología típica de otras razas de caballos construidas para la velocidad y la distancia, como el purasangre, donde el ángulo del ilion es más oblicuo que el de la grupa. Así, el ángulo de la cadera no está necesariamente correlacionado con la línea superior de la grupa. Los caballos criados para galopar necesitan una buena longitud de la grupa y una buena longitud de la cadera para una correcta fijación de los músculos, por lo que a diferencia del ángulo, la longitud de la cadera y de la grupa van juntas como norma.

### Colores
La Asociación del Caballo Árabe registra Caballos de pura raza con los colores de pelaje bayo, tordo, alazán, negro y ruano. Bay, gray and chestnut are the most common; black is less common. El gen ruano clásico no parece existir en los árabes; más bien, los árabes registrados por los criadores como "ruanos" suelen expresar patrones rabicanos o, a veces, sabino con rasgos ruanos. Todos los caballos árabes, independientemente de su color de pelaje, tienen la piel negra, excepto bajo las marcas blancas. La piel negra les protegía del intenso sol del desierto.

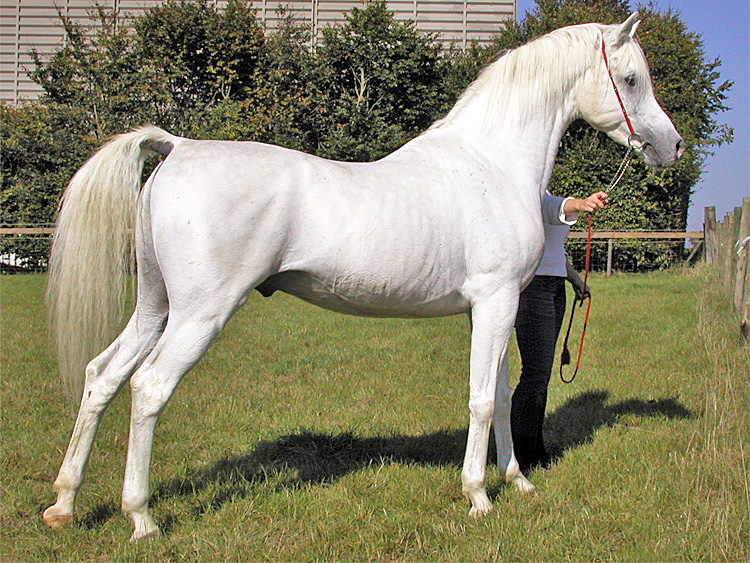
Un árabe gris; nótese el pelaje blanco pero la piel negra

.

#### Gris y blanco
Aunque muchos árabes parecen tener una capa de pelo "blanca", no son genéticamente "blancos". Este color suele crearse por la acción natural del gris gen, y prácticamente todos los árabes de aspecto blanco son en realidad grises. Una coloración especializada que se ve en algunos árabes grises más viejos es la llamada "bloody-shoulder", que es un tipo particular de gris "picado por las pulgas" con agregados localizados de pigmento en el hombro.
Hay muy pocos árabes registrados como "blancos" que tengan el pelaje blanco, la piel rosada y los ojos oscuros desde su nacimiento. Se cree que estos animales manifiestan una nueva forma de blanco dominante, resultado de una mutación sin sentido en el ADN que se remonta a un único semental parido en 1996. Originalmente se pensó que este caballo era un sabino, pero en realidad se descubrió que tenía una nueva forma de mutación blanca dominante, ahora etiquetada como W3. Es posible que se hayan producido mutaciones blancas en árabes en el pasado o que existan mutaciones distintas a la W3 pero que no hayan sido verificadas mediante pruebas genéticas.

## Leyendas
.

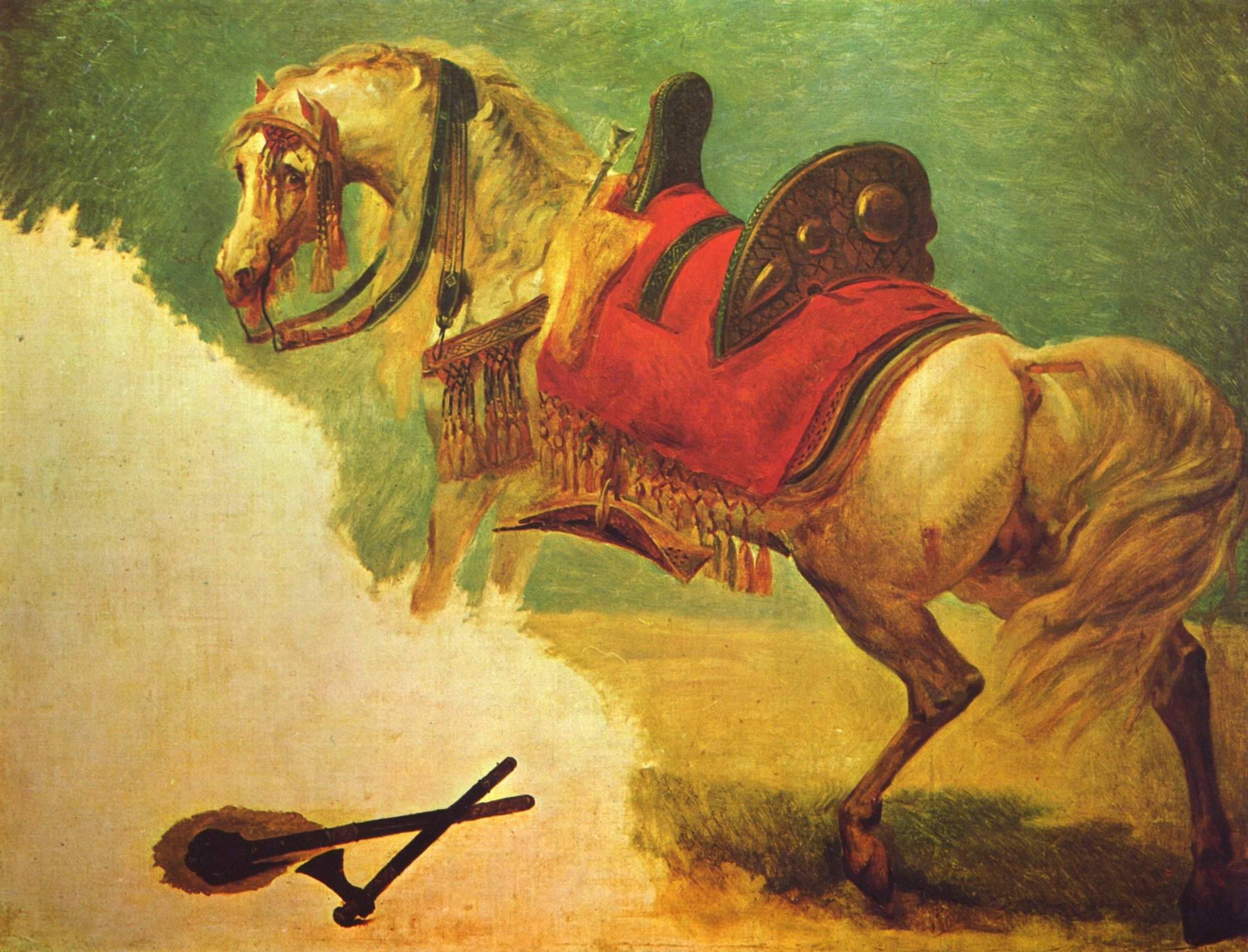
Un caballo árabe en el desierto. Antoine-Jean Gros, c. 1810

Los caballos árabes son el tema de muchos mitos y leyendas. Una de ellas cuenta que Mahoma eligió a sus yeguas fundadoras poniendo a prueba su valor y lealtad. Aunque hay varias variantes de la historia, una versión común dice que, tras un largo viaje por el desierto, Mahoma soltó a su manada de caballos para que corrieran hacia un oasis a beber agua. Antes de que la manada llegara al agua, Mahoma pidió a los caballos que regresaran a su lado. Sólo cinco yeguas respondieron. Estas yeguas se convirtieron en sus favoritas y recibieron el nombre de Al Khamsa, que significa las cinco. Estas yeguas se convirtieron en las legendarias fundadoras de las cinco "razas" del caballo árabe. Aunque generalmente se considera que los Al Khamsa son caballos ficticios de leyenda, algunos criadores actuales afirman que el árabe beduino moderno desciende en realidad de estas yeguas.
Otro relato sobre el origen afirma que el rey Salomón recibió de la reina de Saba una yegua pura de tipo árabe llamada Safanad ("la pura"). Otra versión dice que Salomón regaló un semental, Zad el-Raheb o Zad-el-Rakib ("Regalo al jinete"), al pueblo Banu Azd cuando vinieron a rendir tributo al rey. Se decía que este semental legendario era más rápido que la cebra y la gacela, y que todas las cacerías que se realizaban con él tenían éxito, por lo que, cuando se le puso como semental, se convirtió en un semental fundador de leyenda.
Otro mito de la creación sitúa el origen del caballo árabe en la época de Ismael, el hijo de Abraham. En esta historia, el ángel Jibril (también conocido como Gabriel) descendió del cielo y despertó a Ismael con un "chorro de viento" que giró hacia él. El ángel ordenó entonces a la nube de truenos que dejara de esparcir polvo y lluvia, por lo que se convirtió en una hermosa criatura -un caballo- que parecía tragarse el suelo. De ahí que los beduinos otorgaran el título de "Bebedor del Viento" al primer caballo árabe.
Por último, un relato beduino afirma que Alá creó el caballo árabe a partir del viento del sur y exclamó: "Yo te creo, oh árabe. A tu copete ato la Victoria en la batalla. A tu espalda, pongo un rico botín y un Tesoro en tus lomos. Te establezco como una de las Glorias de la Tierra... Te doy vuelo sin alas." Otras versiones de la historia afirman que Alá dijo al Viento del Sur: "Quiero hacer una criatura de ti. Condensa". Entonces, del material condensado del viento, hizo un animal de color kamayt (un bay o castaño quemado) y dijo: "Te llamo Caballo; te hago árabe y te doy el color castaño de la hormiga; he colgado la felicidad de la trenza que cuelga entre tus ojos; serás el Señor de los demás animales. Los hombres te seguirán dondequiera que vayas; serás tan bueno para el vuelo como para la persecución; volarás sin alas; las riquezas estarán a tu espalda y la fortuna llegará a través de tu meditación."

## Orígenes
Los caballos árabes son una de las razas de caballo desarrolladas por el hombre más antiguas del mundo. Se cree que la raza progenitora, el subtipo oriental o "protoárabe" era un caballo con características orientales similares al árabe moderno. Caballos con estas características aparecieron en pinturas rupestres e inscripciones en la península arábiga que datan de hace 3500 años. En la historia antigua de todo el Antiguo Oriente Próximo, se representaban caballos con cabezas refinadas y colas altas en obras de arte, especialmente en las del Antiguo Egipto del siglo XVI a. C..
Algunos estudiosos del caballo árabe teorizaron en su día que el árabe procedía de una subespecie separada de caballo, conocida como equus caballus pumpelli. Otros estudiosos, incluida Gladys Brown Edwards, una destacada investigadora árabe, creen que los caballos orientales "secos" del desierto, a partir de los cuales se desarrolló el árabe moderno, eran más probablemente Equus ferus caballus con características landrace específicas basadas en los entornos en los que vivían, en lugar de ser una subespecie separada. Entre los caballos con características físicas similares, aunque no idénticas, se encuentran el  caballo Marwari de la India, el caballo bereber del norte de África, el Akhal-Teke de Asia occidental y el ya extinto caballo turcomano. Estudios genéticos recientes de ADN mitocondrial en caballos árabes de cría polaca y estadounidense sugieren que la raza moderna tiene orígenes heterogéneos con diez haplogrupos. El concepto moderno de pureza de la raza en la población moderna no puede rastrearse más allá de 200 años.